# 78816 Caripito
78816 Caripito è un asteroide della fascia principale. Scoperto nel 2003, presenta un'orbita caratterizzata da un semiasse maggiore pari a 3,1409471 UA e da un'eccentricità di 0,2249989, inclinata di 5,62125° rispetto all'eclittica.
L'asteroide è dedicato all'omonima località boliviana.